# Federação Laosiana de Voleibol
A Federação Laosiana de Voleibol  (em inglêsː Laos Volleyball Federation, LVF) é  uma organização fundada em 1968 que governa a pratica de voleibol em Laos, sendo membro da Federação Internacional de Voleibol e da Confederação Asiática de Voleibol, a entidade é responsável por  organizar  os campeonatos nacionais de  voleibol masculino e feminino no país.